# مايكل أيرتون
مايكل أيرتون (بالإنجليزية: Michael Ayrton)‏ (20 فبراير 1921، سانت بانكراس في المملكة المتحدة - 17 نوفمبر 1975، لندن في المملكة المتحدة)؛ كاتِب ومؤلِّف، رسام، رسام توضيحي وروائي بريطاني.

## روابط خارجية
- مايكل أيرتون على موقع IMDb (الإنجليزية)
- مايكل أيرتون على موقع ديسكوغز (الإنجليزية)